# ازره
اَزَره، طرف‌السرطان یا بتا خرچنگ یک ستاره است که در صورت فلکی خرچنگ قرار دارد.
نام ازره در پارسی میانه به صورت ازرگ بوده‌است.